# تشارلي أرمبراستر
تشارلي أرمبراستر (بالإنجليزية: Charlie Armbruster) هو لاعب كرة قاعدة أمريكي، ولد في 30 أغسطس 1880 في سينسيناتي في الولايات المتحدة، وتوفي في 7 أكتوبر 1964 في غرانتس باس في الولايات المتحدة.

## وصلات خارجية
- تشارلي أرمبراستر على موقع جمعية أبحاث البيسبول الأمريكية (الإنجليزية)